# NGC 2222
NGC 2222 هو اصطدام مجري، يقع في كوكبة آلة الرسام. اكتشف في 4 ديسمبر 1834 . وقد اكتشفه جون هيرشل . تبلغ سرعته الشعاعية 2600 كيلومتر في الثانية، وتبلغ سرعته الشعاعية 2601 كيلومتر في الثانية، وتبلغ سرعته الشعاعية 2602 كيلومتر في الثانية.

## روابط خارجية
- NGC 2222 على موقع ويكي سكاي: DSS2, SDSS, GALEX, IRAS, Hydrogen α, X-Ray, Astrophoto, Sky Map, Articles and images

قالب:قيمة ويكي بيانات/نسخة/قالب تحقق